# Rei Sakuma
Rei Sakuma (jap. 佐久間 レイ, Sakuma Rei, bürgerlich: Reiko Sakuma (佐久間 玲子, Sakuma Reiko); * 5. Januar 1965 in der Präfektur Tokio) ist eine japanische Synchronsprecherin (Seiyū) und Sängerin. Sie arbeitet für die Agentur 81 Produce. In Japan ist sie bekannt für die Rolle der Batako in der seit 1988 laufenden Kinderserie Soreike! Anpanman.

## Biografie
Sie besuchte die Tōkyō-Bunka-Oberschule (東京文化高等学校, Tōkyō bunko kōtō gakkō). 1982 war sie die Gewinnerin der Talentshow Star Tanjō (スター誕生, Stā Tanjō, dt. „Star-Geburt“) auf Nippon Television. Im Oktober 1982 hatte sie ihr Debüt in der Unterhaltungsbranche in der NHK-Musiksendung Let’s Go Young (レッツゴーヤング, Rettsu gō yangu) als Teil der Gruppe Sundays (サンデーズ, Sandēzu). Im Februar 1983 erschien ihre Debütsingle Hamidashi Tenshi als Idol und im September Fu-ru-e-ru Kajitsu. Als Idol verwendete sie auch die Schreibweise 佐久間 麗 als Künstlername. Sie heiratete den Synchronsprecher Yū Mizushima (geb. Kenji Noda). Beide wurden später geschieden. Sie hat eine Tochter.
1985 hatte sie ihr Debüt als Synchronsprecherin in der Serie Yume no Hoshi no Button Nose (dt. Titel: Prinzessin Erdbeer). Rei Sakuma besitzt einen sehr großen Stimmumfang. Sie ist daher auf keinen Alters- und Persönlichkeitstyp ihrer Rollen festgelegt und spricht Rollen mit der Stimme eines Kindes bis zu Frauen mit Sexappeal.
Mit ihren Synchronsprecherkolleginnen von Ranma ½ Kikuko Inoue, Megumi Hayashibara, Noriko Hidaka und Minami Takayama bildete sie die Musikgruppe DoCo und ohne Minami Takayama die Musikgruppe Ties.

## Rollen (Auswahl)
| - Oh! My Goddess (Peorth) - Agent Aika (Aika Sumeragi) - Eine fröhliche Familie (Amy March) - Dragon Half (Vina) - Eiyū Gaiden Mozaika (Prinzessin Menoza) - Ginga Densetsu Weed (Sakura) - Gunbuster (Kazumi Amano) - Gundam Wing: Endless Waltz (Marimeia Khushrenada) - Hamtaro (Muffler) - Infinite Ryvius (Neeya) - Kikis kleiner Lieferservice (Jiji) - Miracle Girls (Rumiko Daijōji) - Mobile Suit Gundam 0083 (Nina Purpleton) - Najica (Dr. Ren) - Onegai My Melody (My Melody) - Onegai Teacher (Konoha Edajima) - Ranma ½ (Shampoo) - Seraphim Call (Ayaka Rindō) - Sol Bianca (April Bikirk) - Soreike! Anpanman (Batako) - Tokusō Senshatai Dominion (Leona Ozaki) - Umi no Yami, Tsuki no Kage (Luka Kobayakawa) - Watashi to Watashi: Futari no Lotte (Lotte Körner) | - Kōkidōgensō Gunparade March (Yōko Kosugi) - Kita e. (Yōko Haruno) - Oh! My Goddes – Tatakau Tsubasa to tomo ni (Peorth) - Kono Yo no Hate de Koi o Utau Shōjo YU-NO (Mitsuki Ichijō) - Super Robot Taisen (verschiedene) - Popolocrois Monogatari (Sania Pakapuka) - Memories Off #5 togireta film (Mizuho Amemiya) |

## Diskografie
Die Diskografie beschränkt sich auf Veröffentlichungen, auf denen sie die einzige Sängerin war. Als Synchronsprecherin ist sie zusätzlich auf einer Vielzahl von OSTs mit Liedern vertreten.
- Hamidashi Tenshi (はみだし天使, 7″-Single, 1983)
- Fu-ru-e-ru Kajitsu (ふ・る・え・る果実, 7″-Single, 1983)
- Nekohanten Menu Song (猫飯店 メニュー・ソング, Single, Nekohanten menyū songu, 1991)
- Memories Off #5 togireta film Premium Collection Mizuho C.V. Sakuma Rei (Memories Off #5 とぎれたフィルムPremium Collection6 Mizuho CV.佐久間レイ, 2006)